# Palacio de Justicia del Condado de Mineral (Nevada)
El Palacio de Justicia del condado de Mineral (en inglés, Mineral County Courthouse), también conocido como el Palacio de Justicia del Condado de Esmeralda de 1883 y el Antiguo Palacio de Justicia del condado de Mineral, es un edificio histórico del palacio de justicia del condado ubicado en 551 C Street en Hawthorne, condado de Mineral, Nevada (Estados Unidos). Construido en 1883 como Palacio de Justicia del Condado de Esmeralda, sirvió como tal hasta 1907 cuando la sede del condado se trasladó a Goldfield. En 1911, cuando se creó el condado de Mineral, se convirtió en el primer juzgado del condado de Mineral y sirvió hasta 1970, cuando se construyó un nuevo juzgado. Es el único edificio en Nevada que sirvió como juzgado de dos condados diferentes. El 29 de enero de 1982 fue incluido en el Registro Nacional de Lugares Históricos.  A partir de 2008 (foto), estaba vallada y en mal estado.

## Descripción
En una calle residencial con otras estructuras públicas cercanas, el Palacio de Justicia del Condado de Old Mineral está situado en un entorno similar a un parque. Amueblado con un pórtico de un solo piso y un techo compuesto, es un edificio rectangular de ladrillo no reforzado de 2 pisos. El palacio de justicia tiene un césped enorme y varios árboles viejos de Cottonwood que brindan sombra con el Centro Comunitario al lado.
El edificio de estilo italiano estaba decorado con paredes laterales reforzadas, aberturas de puertas y ventanas vagamente arqueadas y una cornisa entre corchetes a lo largo de la línea del techo. 4 elevaciones del edificio están rematadas con los hastiales centrales. Un acento inusual se agrega a la estructura por el pórtico de entrada en forma semicircular de 5 lados con columnas de madera y una balaustrada en un diseño de pentagrama.
La Ley de Recuperación de Emergencia Nacional de la década de 1930 agregó una bóveda de hormigón y eliminó la cúpula del techo que, según las autoridades, era demasiado pesada para el edificio. Además, los trabajadores cambiaron el primer pórtico de madera en el este con una versión de hormigón de un estilo moderadamente diferente.

## Historia y Contexto
Los nativos de la incipiente ciudad habían montado una campaña para adquirir el estatus de asiento de condado menos de 2 años después de que la comunidad infantil de Hawthorne fuera fundada como una estación en el Carson & Colorado Railroad recién construido. La Legislatura del Estado aceptó una ley para trasladar la sede del condado de Esmeralda de Aurora a Hawthorne. La Asamblea Legislativa también aprobó la venta de bonos para recaudar fondos para administrar el costo de la construcción de un palacio de justicia dentro de una suma que no excederá de 30,000 dólares el 1 de marzo de 1883. El traslado de cargo se hizo efectivo a partir del 1 de julio del mismo año.
Los funcionarios del condado de Esmeralda permitieron un contrato de construcción por 29 125 USD en 1883 a George W. Babcock. Los funcionarios eligieron a AC Glenn para supervisar la construcción del juzgado. En el transcurso del proceso, el Dr. Munro reemplazó al Sr. Glenn. Se produjeron diferencias entre los planos autorizados y el proyecto en curso, lo que generó controversia entre los lugareños. El costo incrementado fue de 33,976 USD después de los cambios.